# Jumbo Tsuruta
Tomomi Tsuruta, noto come Jumbo Tsuruta (Makioka, 25 marzo 1951 – Filippine, 13 maggio 2000), è stato un wrestler e lottatore giapponese.
Conosciuto per aver lottato nella All Japan Pro Wrestling, nell'American Wrestling Association e nella National Wrestling Alliance, è stato il primo vincitore dell'AJPW Triple Crown Heavyweight Championship, unificando i titoli PWF World Heavyweight Championship, l'NWA United National Championship e l'NWA International Heavyweight Championship, ed è stato inoltre il primo AJPW Unified World Tag Team Champion insieme a Yoshiaki Yatsu, unificando l'NWA International Tag Team Championship e il PWF Tag Team Championship. Per il suo carisma, la sua importanza storica e la sua abilità nel ring, viene riconosciuto come uno dei più grandi wrestler giapponesi di sempre, avendo rivoluzionato il mondo del puroresu.

## Carriera

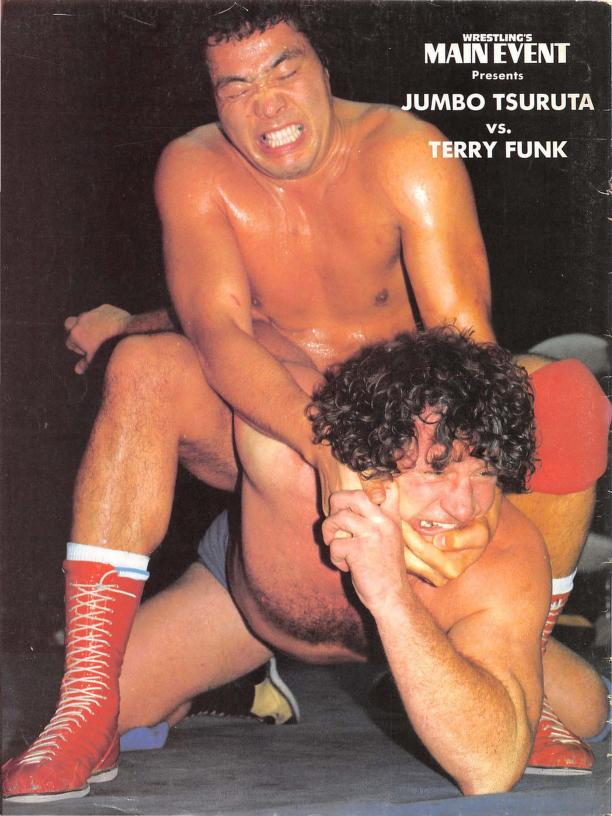
Tsuruta vs. Terry Funk (1983)

Prima di dedicarsi al wrestling, Jumbo ha praticato nuoto, pallacanestro e sumo, senza però ottenere grandi risultati in nessuno di questi sport. Ha praticato anche la lotta, sia libera che greco-romana, partecipando in quest'ultima disciplina ai Giochi olimpici di Monaco di Baviera 1972.
Scovato dal booker della AJPW Giant Baba, viene mandato in America ad allenarsi con la leggenda del wrestling Dory Funk, Jr., che in seguito sconfigge, e con Lou Thesz. In quegli anni lotta come Tomomi Tsuruta, Tommy Tsuruta o The terror of Yamanashi, fin quando non gli sarà dato il ring name di Jumbo, che manterrà per tutta la sua carriera. Vince i titoli maggiori e di coppia di alcune federazioni come quelli della American Wrestling Association e della Championship Wrestling from Florida, per poi tornare nella AJPW e diventare il primo campione singolo e di coppia.
Dopo la faida con Genichiro Tenryu (di cui il miglior match viene spesso citato come il match "padre" dei grandi incontri negli anni novanta), Jumbo diventa il numero uno della federazione. Agli inizi degli anni novanta si batte con l'allora rookie Mitsuharu Misawa, da poco smascherato dalla sua identità di Tiger Mask II, in un match dove tutti lo davano per vincitore. Misawa però riesce a conseguire la vittoria tramite roll-up, dando vita ad una delle più grandi faide della storia del wrestling. Durante questa rivalità (che coinvolse molti altri wrestler come Kobashi, Kawada e Taue) avvenne il passaggio tra la vecchia generazione e la nuova della AJPW.
Nel 1992 gli fu diagnosticata l'Epatite B, e per il resto della sua carriera, lottò in tag team match fatti apposta per le vecchie glorie. Si ritirò dal mondo del wrestling nel 1999 e diventò un istruttore di educazione fisica nella sua vecchia università in Oregon. In seguito gli fu diagnosticato un cancro e dovette interrompere anche questo lavoro per le sue condizioni precarie: si recò nelle Filippine per curarsi, ma il 13 maggio 2000 muore, lasciando una moglie e tre figli: Ken, Naoki e Yuji.

## Importanza e valore

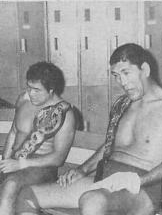
Tsuruta e Giant Baba come campioni NWA International Tag Team

La stampa specializzata considera Tsuruta uno dei più grandi wrestler di sempre; infatti, durante la sua lunga carriera (durata 26 anni), ha combattuto in 3.329 match, lottando e sconfiggendo i più grandi wrestler giapponesi (Mitsuharu Misawa, Kenta Kobashi, Toshiaki Kawada, Genichiro Tenyu, Giant Baba), americani (Stan Hansen, Steve Williams, Jack Brisco, Dory Funk Jr., Kerry Von Erich) e messicani (Mil Máscaras e Dos Caras), andando sia contro i più rissosi e hardcore (Bruiser Brody, Abdullah the Butcher, Terry Funk) che contro i più tecnici (Ric Flair, Harley Race, Verne Gagne). È stato nominato tre volte "Wrestler of the Year" dal Tokio Sports Gran Prix e ha collezionato 7 "Match of the Year", oltre ad avere il "Feud of the Year" con Misawa per due anni consecutivi e 8 "Five Star Match".

## Personaggio

### Mosse finali
- Bridging belly to back suplex
- Powerbomb

## Titoli e riconoscimenti
- All Japan Pro Wrestling
  - NWA International Heavyweight Championship (3)
  - NWA International Tag Team Championship (9) – Giant Baba (6), Genichiro Tenryu (2) e Yoshiaki Yatsu (1)
  - NWA United National Championship (5)
  - PWF World Heavyweight Championship (1)
  - PWF World Tag Team Championship (2) – Tiger Mask II (1) e Yoshiaki Yatsu (1)
  - Triple Crown Heavyweight Championship (3)
  - Unified World Tag Team Championship (7) – Yoshiaki Yatsu (5), The Great Kabuki (1) e Akira Taue (1)
  - Champion Carnival (1977, 1980, 1991)
  - World's Strongest Tag Determination League (1978, 1980) – con Giant Baba
  - World's Strongest Tag Determination League (1984, 1986) – con Genichiro Tenryu
  - World's Strongest Tag Determination League (1987) – con Yoshiaki Yatsu
  - January 2 Korakuen Hall Heavyweight Battle Royal Winner (1984)
- American Wrestling Association
  - AWA World Heavyweight Championship (1)
- Championship Wrestling from Florida
  - NWA United National Championship (1)
- NWA Detroit
  - NWA World Tag Team Championship (1) – con Giant Baba
- Professional Wrestling Hall of Fame and Museum
  - (Classe del 2015) - International Wrestler
- Pro Wrestling Illustrated
  - 28º tra i 500 migliori wrestler singoli nella "PWI Years" (2003)